# Neville Bulwer-Lytton
Neville Bulwer-Lytton (ur. 6 lutego 1879 w Kalkucie; zm. 9 lutego 1951 w Paryżu) – brytyjski arystokrata, 3 hrabia Lytton, zawodnik jeu de paume, brązowy medalista olimpijski.
Jeden raz startował w igrzyskach olimpijskich. W 1908 roku w Londynie zdobył brązowy medal indywidualnie.
Odznaczony Orderem Imperium Brytyjskiego, w latach 1947-51 członek Izby Lordów.